# روستای پاپای

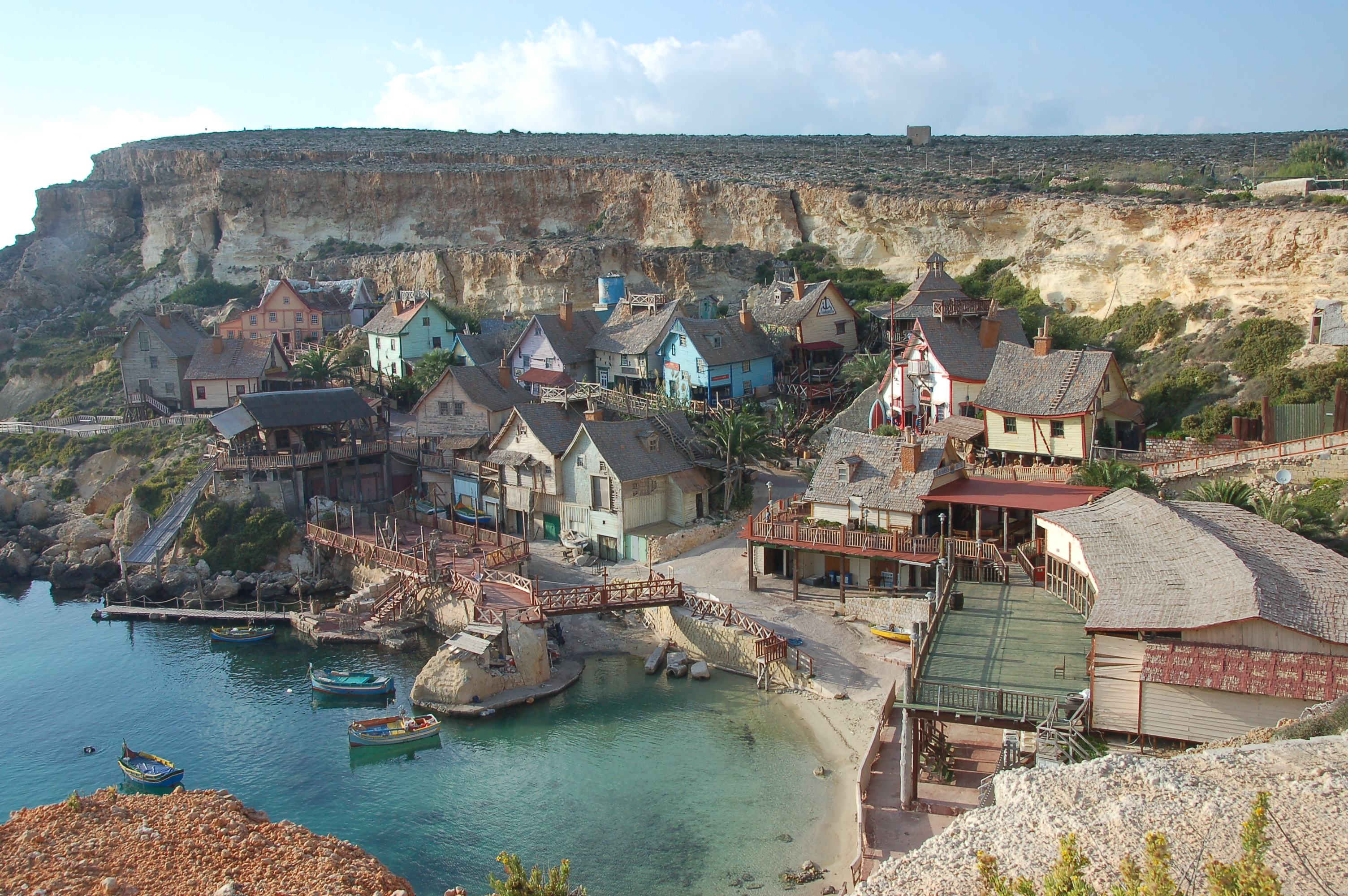
روستای پاپای در خلیج لنگر. (اوایل دهه ۲۰۰۰)

روستای پاپای (به انگلیسی: Popeye Village) که به دهکدهٔ سویتیون (به انگلیسی: Sweethaven Village) نیز معروف است، روستایی است که با هدف فیلم‌سازی ساخته شده و در حال حاضر یکی از جاذبه‌های گردشگری مالت به‌شمار می‌رود.
این روستا در اصل برای فیلم پاپای ساخته شد بود و اکنون تفریحگاهی آزاد و جاذبه گردشگری برای مردم است.

## تاریخچه
ساخت فیلم پاپای در ژوئن ۱۹۷۹ آغاز شد و گروهی ۱۶۵ نفری برای ساخت روستا بیش از هفت ماه کار کردند. بسیاری از الوار و مواد ساختمانی مورد نیاز این روستا از هلند و کانادا وارد شدند.

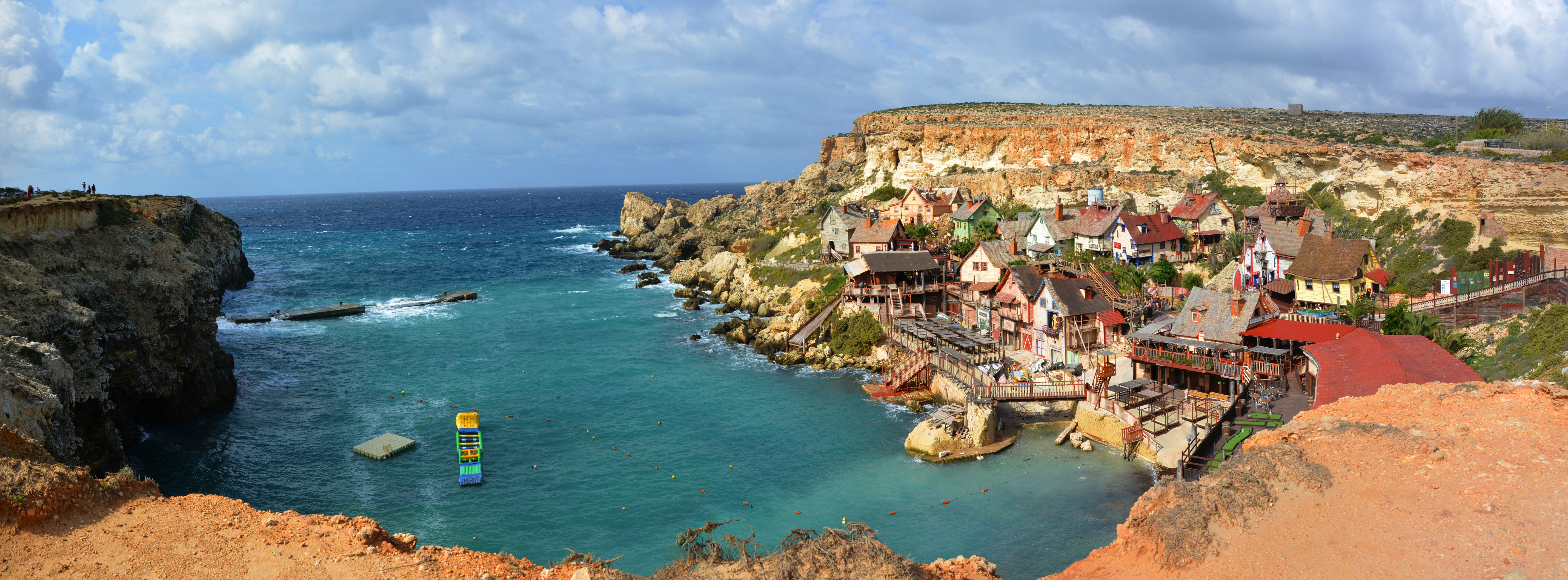
نمایی از روستای پاپای

این روستا پس از حدود هفت ماه در ۲۳ ژانویه ۱۹۸۰ ساخته شد.
اگرچه فیلم مورد توجه قرار نگرفت اما روستای ساخته شده یکی جاذبه‌های گردشگری به‌شمار می‌رود.

## جاذبه‌ها
روستای پاپای در تمام روزهای هفته به روی عموم باز است و توریست‌ها می‌توانند از آن بازدید کنند. در این روستا مجسمه‌هایی از شخصیت ملوان زبل و دیگر افراد این پویانمایی وجود دارد.

### سفر با قایق

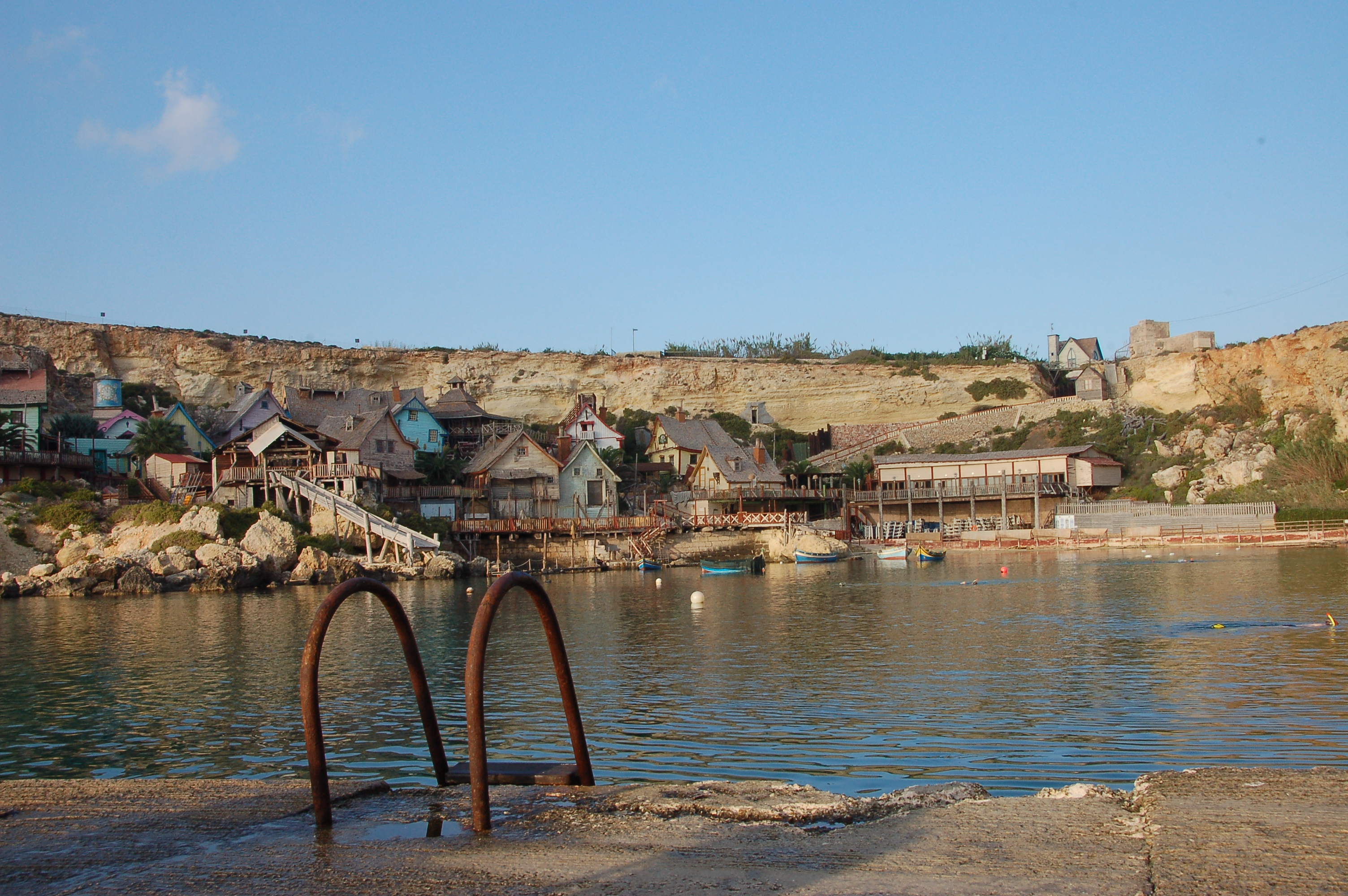
تصویری از دریاچه روستا

بازدیدکنندگان همچنین می‌توانند با قایق در دریاچه روستا سفر کنند.

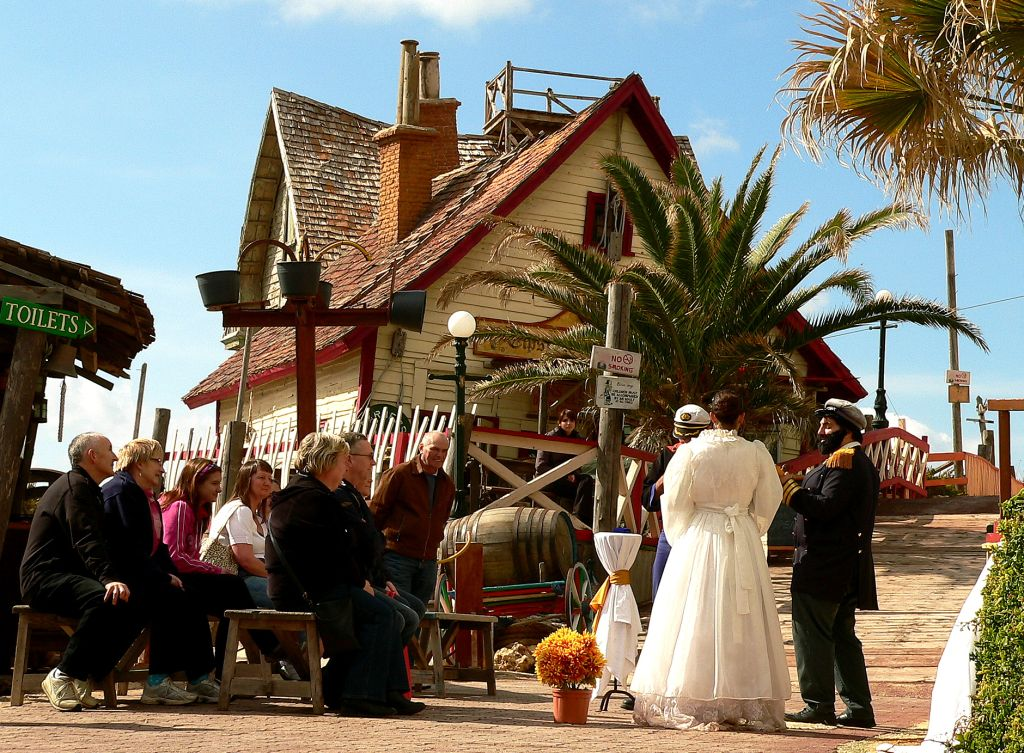
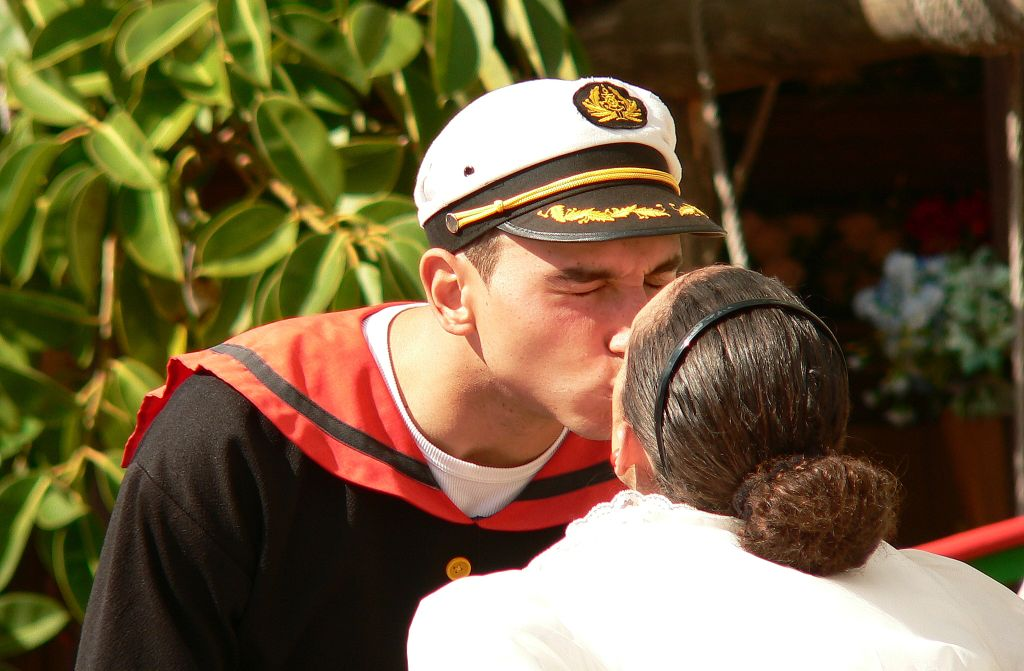